# Ghurra Kabira
Ghurra Kabira (arab. غرة كبيرة) – wieś w Syrii, w muhafazie Aleppo, w dystrykcie Manbidż. W 2004 roku liczyła 645 mieszkańców.